# Петроглифы
Петро́гли́фы (пи́саницы или наска́льные изображе́ния) — выбитые, выгравированные или нанесённые краской изображения на каменной основе (от др.-греч. πέτρος — камень и γλυφή — резьба).
Петроглифами называют все изображения на камне древнейших времён, с палеолита вплоть до Средневековья, за исключением тех, в которых достоверно присутствует хорошо разработанная система письменных знаков. Абсолютно однозначного определения не существует. Петроглифами называют как первобытные пещерные наскальные живописные рисунки, так и более поздние рисунки и гравировки, например, на специально установленных камнях, мегалитах или на скалах.
Существуют наскальные изображения, которые были выполнены краской, гравировкой, либо высеченные в виде рельефа. По мнению ученых, они изначально выполняли обрядовые функции. Некоторые из обрядов были связаны с умилостивлением духа убитого животного. По этой причине возле наскальных изображений часто находят останки различных хищников.
Изображения животных характерны для древнейших петроглифов, которые известны только в пещерах. Это олени, бизоны или зубры, кабаны, дикие лошади. Также были запечатлены и уже вымершие виды животных: мамонты, саблезубые тигры. Лишь изредка попадаются эскизы человеческих фигур и голов, возможно, в ритуальных масках. Только позднее, в эпоху неолита, стали изображать сцены из жизни первобытного племени — охота, сражения, пляски и обряды, содержание которых часто трудно интерпретировать. Такие композиции приблизительно датируются VI—IV тысячелетиями до н. э.. А самые ранние изображения, где преобладают изображения зверей, относятся к верхнему палеолиту, то есть были созданы сорок — двадцать тысяч лет тому назад.
Подобные памятники существуют во всех частях мира, где обитают и обитали люди. Например, это Саймалуу-Таш в Кыргызстане, Тамгалы в Казахстане, горы Нуратинского района Навоийской области в Узбекистане, Гобустан в Азербайджане, пещера Альтамира в Испании, Залавруга в Карелии (Россия), пещеры Фон-де-Гом, Монтеспан и другие во Франции, на берегу Амура, у национального нанайского села Сикачи-Алян.

## Океания

### Австралия
- Арнем-Ленд, Какаду (национальный парк).
- Gosford Glyphs
- Муруджуга (Murujuga)
- Sydney rock engravings, Новый Южный Уэльс.

## Африка
Алжир
- Тассилин-Адджер.

Габон:
- Долина реки Огове,
- Эпона (Epona),
- Элармекора (Elarmekora),
- Конго Бумба (Kongo Boumba),
- Линдили (Lindili),
- Кая-кая (Kaya Kaya).

Египет:
- Курта (Qurta) на восточном берегу Нила известна первыми и самыми ранними известными образцами петроглифов в регионе Северной Африки, которые датируются 19-15 000 годами до н э.[4][5].
- Вади-Хаммамат в Коптосе: множество изображений и надписей периода с Додинастического периода по современность включают единственный известный в Восточной пустыне раскрашенный петроглиф и рисунки египетских тростниковых лодок 4000 года до н. э.
- Расписная скала Синайского полуострова от набатейского периода до античности и эпохи крестоносцев. Расположенна в нескольких милях от оазиса Айн-Худра. Вторая скала находится примерно в 1 км от главной скалы рядом с набатейскими гробницами Навамиса и изображает животных, включая верблюдов, газелей. Первые археологи, исследовавшие их в 1800-х годах, также высекли здесь свои имена.
- Петроглифы Гебель эс-Сильсилы. Здесь располагались каменоломни, особенно в период Нового Царства. Изображения жирафа расположены рядом со стелой царя Аменхотепа IV и пусть не датированы, но, вероятно, относятся к Додинастическому периоду.

Замбия
- Водопады Ньямбвези в северо-западной провинции.

Камерун
- Бидзар[англ.].

Ливия
- Акакус
- Габаль эль-Увейнат

Марокко
- Долина реки Драа,
- Таоуз[нем.][6]
- Акка
- Смара

Намибия
- Твифелфонтейн

Нигер
- Жираф Дабуса[фр.] на плато Аир.

Республика Конго

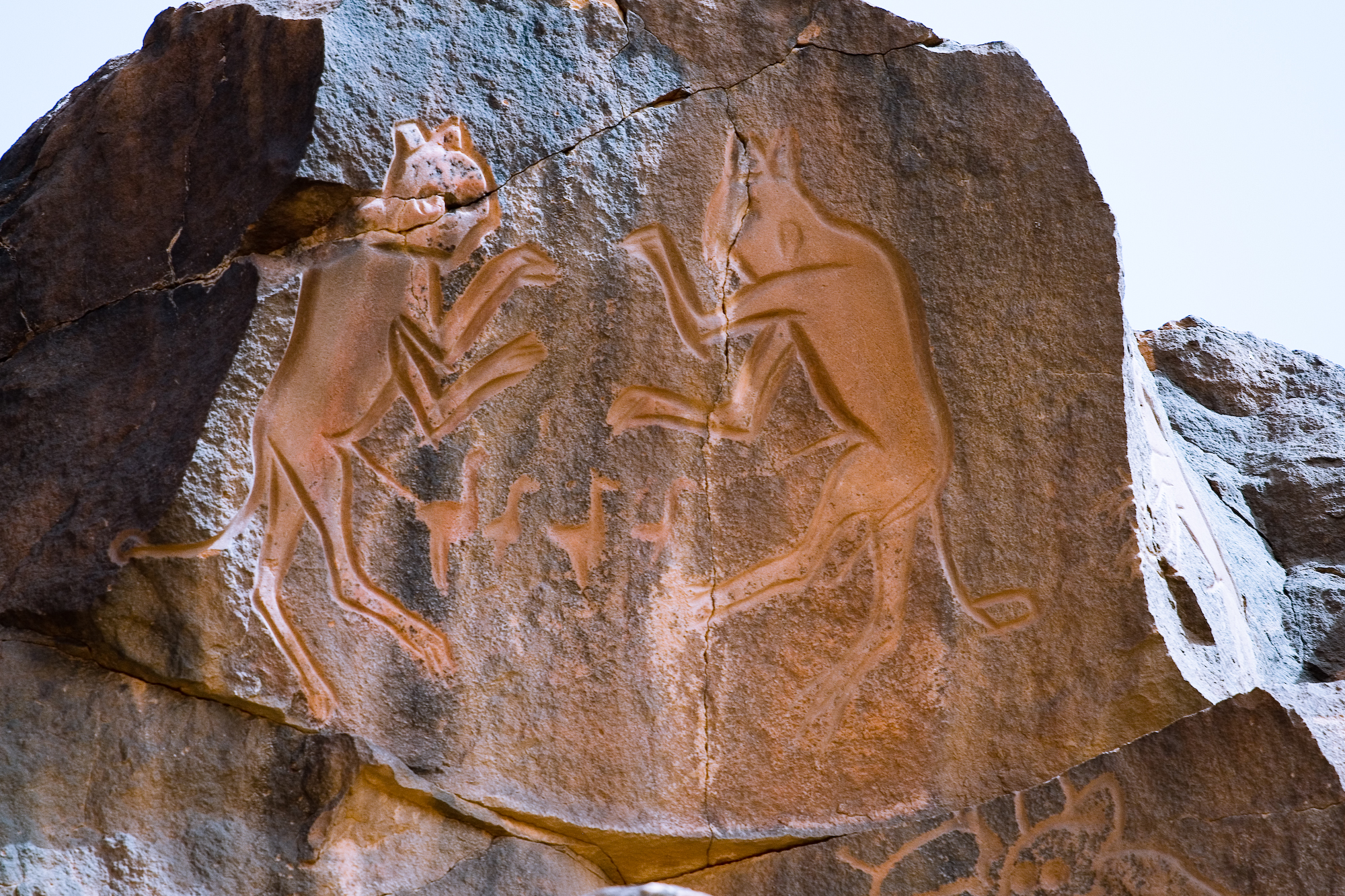
Наскальные рисунки, известные как Мееркатзе (названный археологом Львом Фробениусом), безудержные львицы в Вади-Метхандуш, Месак Сеттафет региона Ливии

- Долина Ниари в 250 км к югу от Браззавиля.

Тунис
- Эль-Услатия в Айн-Канфусе[7] и Замбии[8],
- Тамерза[9],
- Область Татавин в частности, Гомрассен[10] и Смар[11].

Центральноафриканская Республика
- Бамбари, Ленго и Бангасу на юге; Бвале на западе,
- Тулу (Toulou),
- Джебель Мела (Djebel Mela),
- Кумбала (Koumbala).

Чад
- Ниола Дола.

Эфиопия
- Тия

ЮАР
- Драйкопсайленд (Driekopseiland) неподалёку от Кимберли.
- Регион цъхам и хомани (Всемирное наследие) в Кару Северо-Капской провинции,
- Центр наскального искусства антилоп гну Куил (англ. Wildebeest Kuil Rock Art Centre) рядом с Кимберли.
- Кеиские (Keiskie) рядом с Калвинией.

## Азия
Казахстан
- Бестерек,
- Боралдайские петроглифы,
- Каратауские петроглифы,
- Наскальные рисунки Павлодарского Прииртышья,
- Олентинские писаницы,
- Петроглифы Актерек
- Петроглифы Архарлы
- Петроглифы Баян-Журека
- Петроглифы Дардамты
- Петроглифы Каракыр
- Петроглифы Караэспе
- Петроглифы Кулжабасы
- Петроглифы Серектас
- Петроглифы Тайгак
- Петроглифы Усек
- Петроглифы Хантау

Лаос
- Долина Кувшинов

Монголия
- Петроглифы Баян-Овоо[12],
- Петроглифы Монгольского Алтая[13][14]

Филиппины
- Петроглифы Ангоно

Южная Корея
- Петроглифы в Ульсане

Япония
- Святилище Авасима в Китакюсю[15],
- Пещера Фугопп (Хоккайдо)[16],
- Хикосима в Симоносеки[15],
- Ицукусима[15],
- Пещера Темия в Отару[15].

## Восток
Азербайджан
- Гобустан
- Гала
- Петроглифы Гямигая
- Кельбаджарские наскальные рисунки

Израиль
- Гиносар
- Негев
- Хар-Карком

Иордания
- Вади-Рам
- Вади-Файнан

Индия
- Скальные жилища Бхимбетка
- Kupgal petroglyphs, Карнатака.
- Эдаккал, Керала.

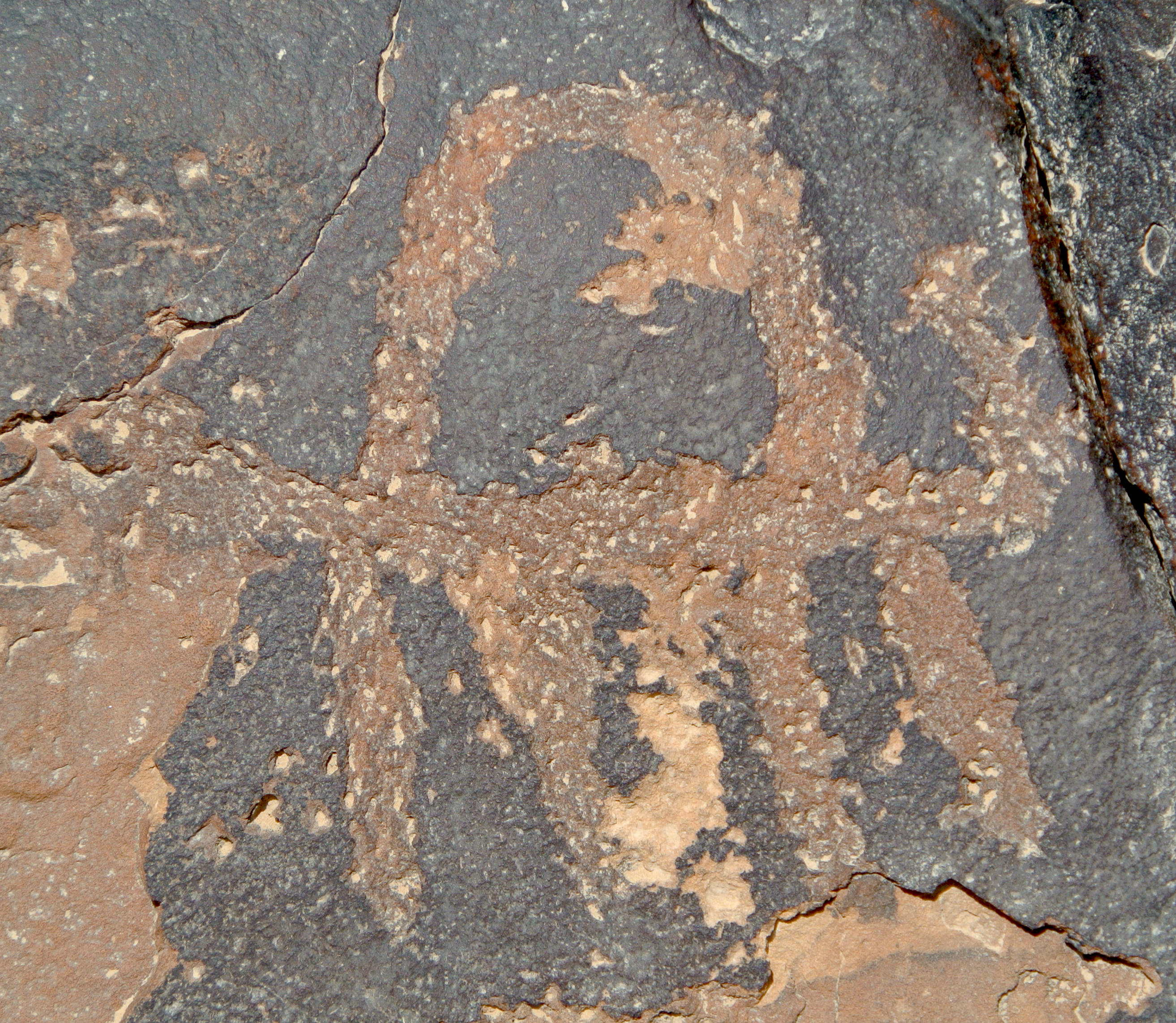
Петроглиф верблюда; Негев, южный Израиль

- Наскальные рисунки в Усгалимале, ГОА[17].

Иран

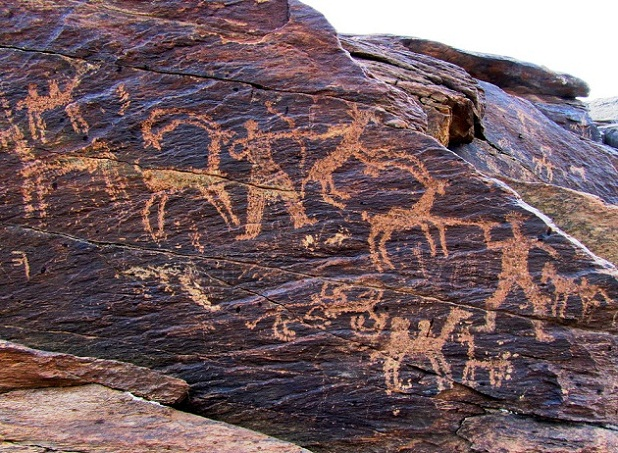
Наскальное искусство в Иране, область Теймарех

Было обнаружено более 50000 петроглифов по всему Ирану. Большинство петроглифов, обнаруженных за последние годы, изображают горного козла.
- Петроглифы Гольпайегана обнаружены в декабре 2016 года[22].
- Пещера Yafteh в Лорестане области Теймарех.

Турция
- Кагизман (Kagizman), Карс,
- Пещера Cunni, Эрзурум,
- Esatli, Орду,
- Долина Gevaruk, Хаккяри,
- Hakkari Trisin, Хаккяри,
- Latmos, Бешпармак,
- Güdül, Анкара.

## Европа

### Армения
- Paytasar
- Ughtasar
- Урцадзор
- Арагац[23]
- Гегамский хребет
- Варденис

### Великобритания

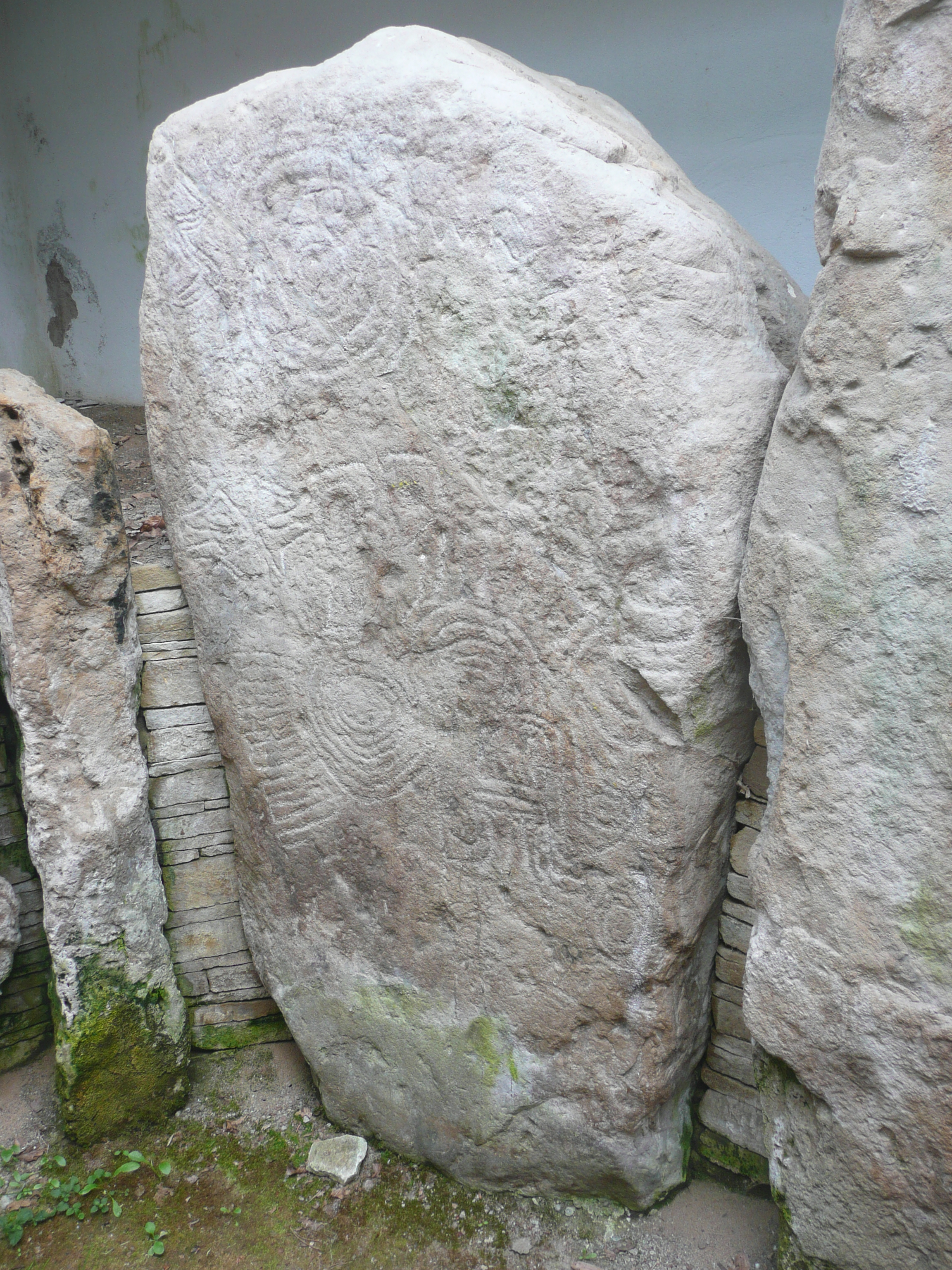
Нокмани

Англия
- Чашевидный знак

Северная Ирландия
- Нокмани[англ.]
- Sess Kilgreen.

Уэлс
- Garn Turne в Пембрукшире.

### Грузия
- Триалетские петроглифы

### Испания

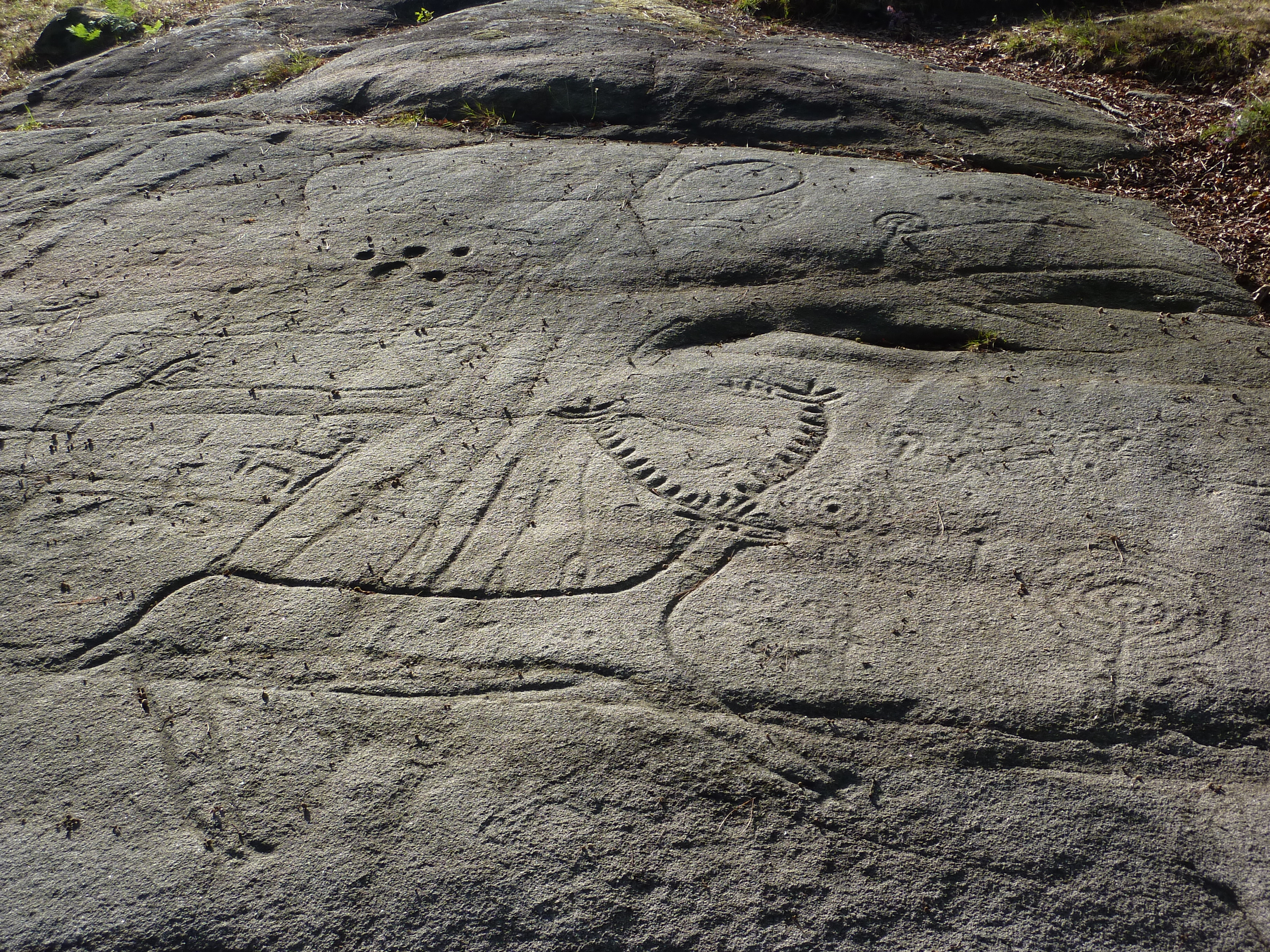
Европейские петроглифы: Laxe dos carballos в Кампо-Ламейро, Галисия, Испания (4–2 тысячелетие до н. э.), изображающая чашевидный знак и сцены охоты на оленя

- Петроглифы из Галисии,
- Петроглифы Канарских островов.

### Италия
- Грот Дженовезе (Grotta del Genovese) на о. Леванцо, Сицилия.
- Петроглифы Валь-Камоники
- Петроглифы Грозьо (парк), Вальтеллина.
- Пещера Аддаура, Сицилия.
- Стела Баньоло, Камоника.

### Ирландия
- Камень Boheh, также Стул Святого Патрика в графстве Мейо.
- Даут
- Камень Клонфинлох[англ.]
- Лох-Крю
- Ньюгрейндж,
- Наут,
- Тара.

### Норвегия
- Наскальные рисунки в Альте,
- Наскальные изображения в Мёллерстуфоссене,
- Наскальные изображения в Теннесе.

### Португалия
- Долина Коа

### Российская Федерация
- Канозерские петроглифы (Мурманская область)
- Томская писаница (Кемеровская область)
- «Пичиктиг-Таг» (Писаная Гора) (Республика Хакасия)
- Шишкинская писаница (Иркутская область)
- Петроглифы Сикачи-Аляна (Хабаровский край).
- Пегтымельские петроглифы (Чукотка)
- Петроглифы Аргунского ущелья (Чеченская Республика)
- Петроглифы Суруктах-Хая (Якутия).

Забайкальский край
- Барун-Челутай,
- Гыршелунский камень,
- Шаман-Гора.

Карелия
- Беломорские петроглифы
- Онежские петроглифы
- Тулгубская писаница (обнаружена учёными ПетрГУ в 2019 году).

Республика Алтай
- Джалгизтобе,
- Елангаш,
- Калбак-Таш.

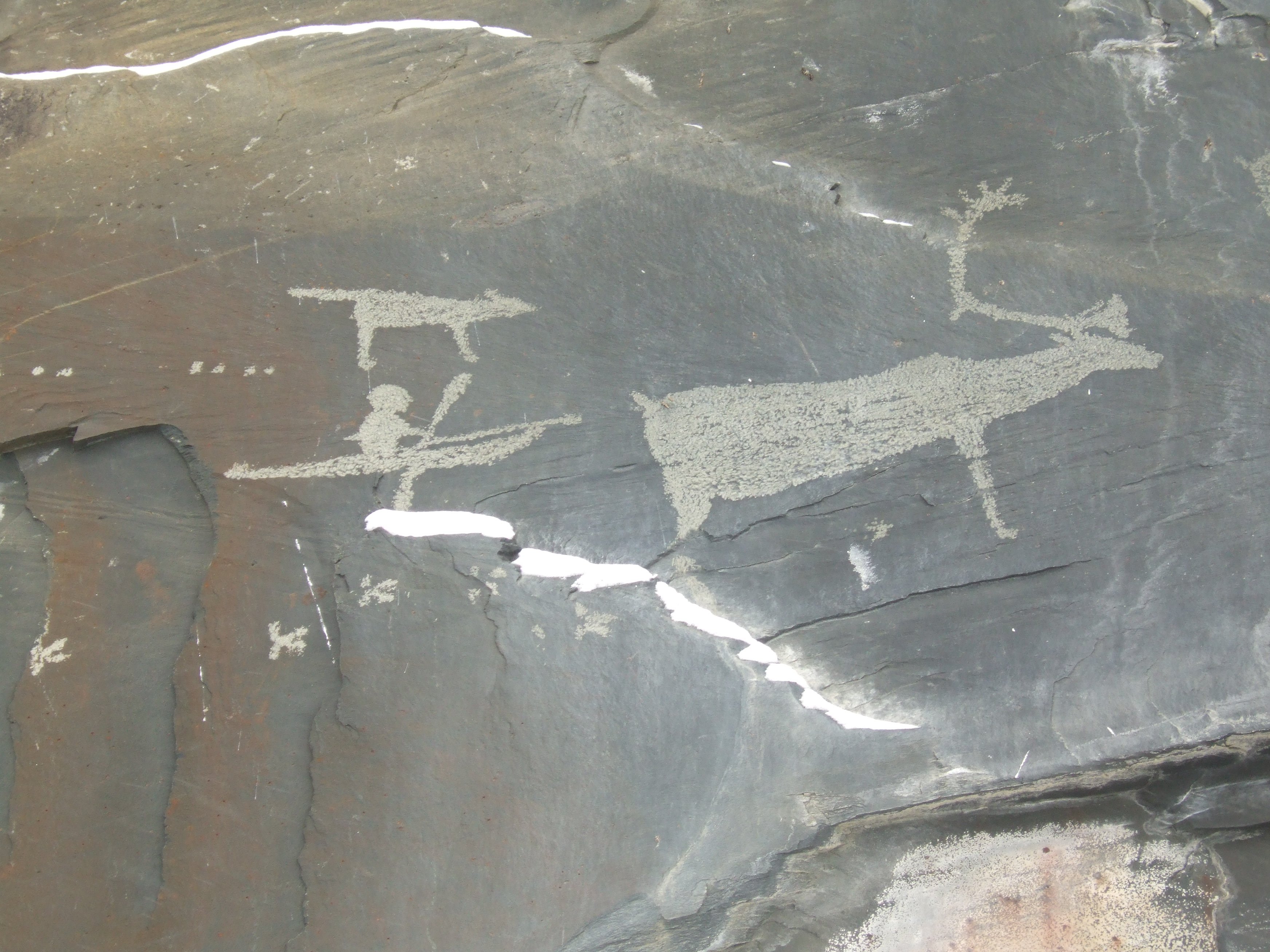
Петроглифы на р. Пегтымель (Чукотка)
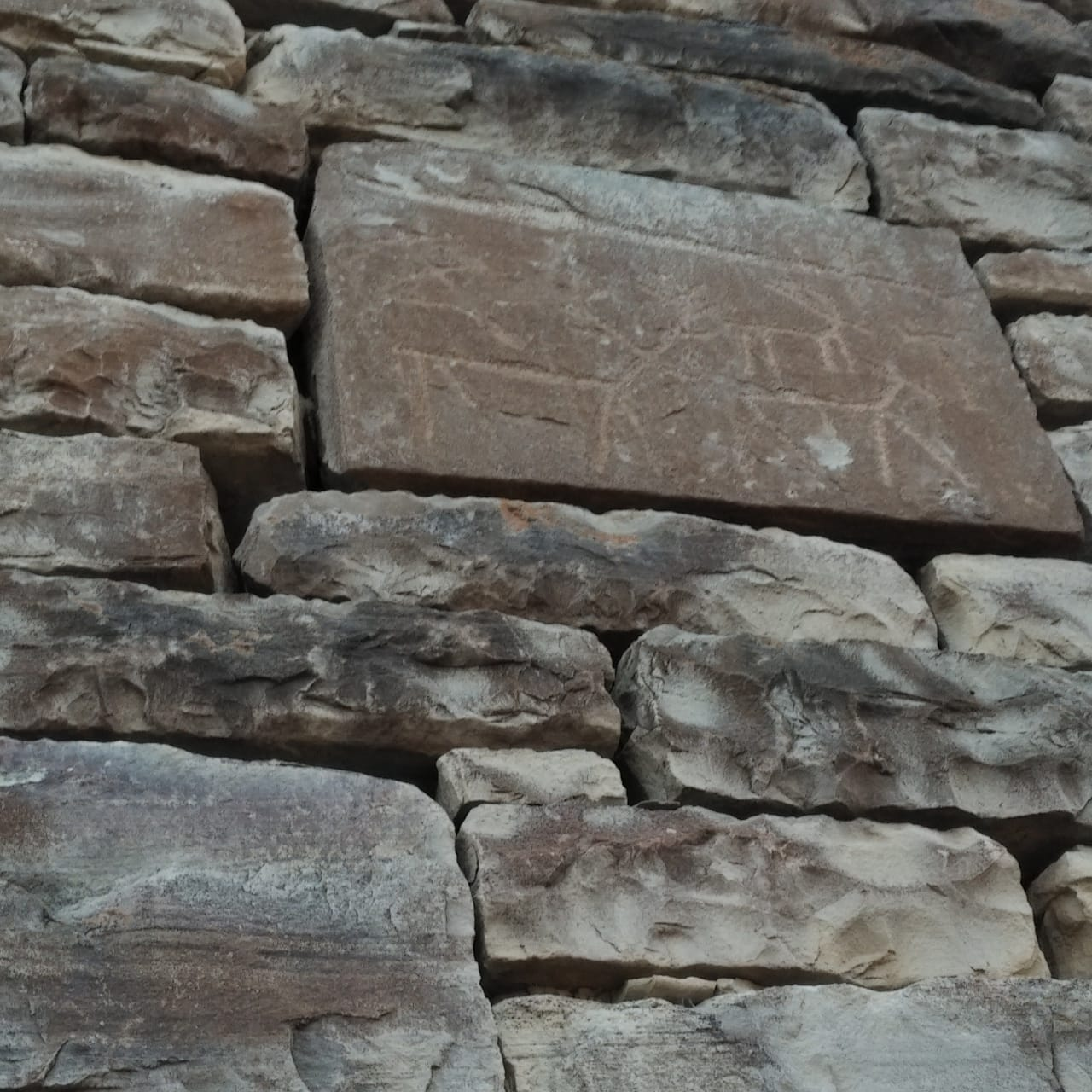
Сцена охоты на башне XIII века в Макажое (Чеченская республика)
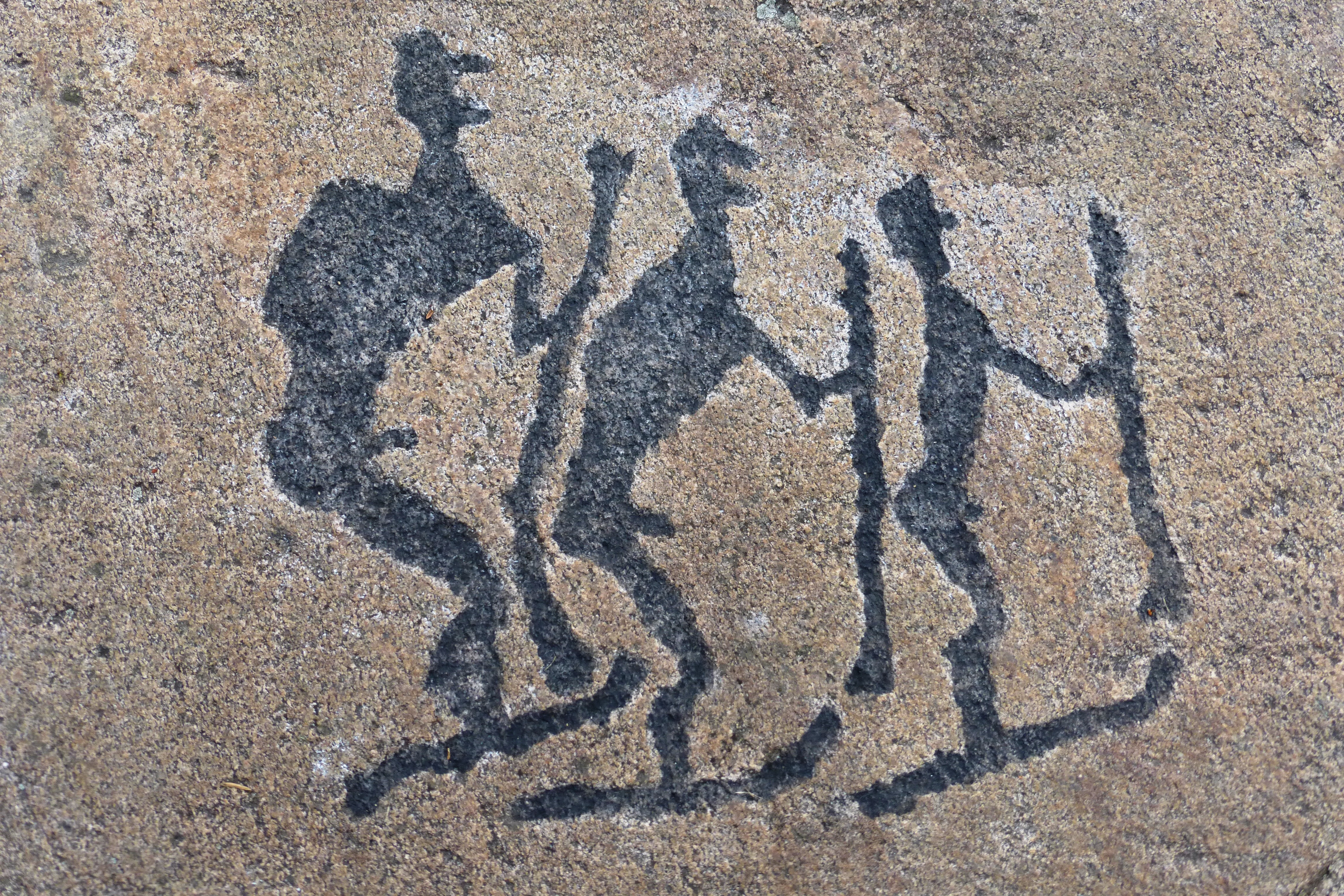
Беломорские петроглифы, Карелия

### Франция
- Долина чудес
- Доисторические наскальные рисунки леса Фонтенбло

### Финляндия
- Хауенсуоли (Hauensuoli) в Ханко.

### Швеция
- Наскальные рельефы в Тануме (ЮНЕСКО с 1994 года),
- Himmelstalund в Норрчёпинг,
- Чивикская гробница,
- Наскальные рисунки в Слебро, Нючёпинг.

## Латинская Америка

### Аргентина
- Куэва-де-лас-Манос
- Талампая
- Lihué Calel National Park

### Аруба
- Арикок
- Quadiriki Caves
- Ayo Rock Formations

### Бразилия
- Катимбау
- Серра-да-Капивара
- Камень Инга
- Лагоа-Санта (Минас-Жерайс)
- Ivolandia в Гоясе.

### Венесуэла
- Тайма Тайма
- Caicara del Orinoco в штате Боливар,
- Национальный парк Morrocoy, штат Фалькон.
- Археологический парк Piedra Pintada и Национальный парк San Esteban в штате Карабобо.
- Пляж Sardinata в штате Амазонас.

### Гренада
- Петроглифы горы Рич

### Доминиканская Республика
- Пещера чудес
- Las Caritas
- Los Tres Ojos National Park

### Колумбия
- Эль-Абра
- Чирибикете

### Никарагуа
- El Ceibo Museums, Ометепе[24],
- Петроглифы Ометепе[24].
- Петроглифы Pusharo в национальном парке Ману, Мадре-де-Дьос.
- Петроглифы Jinkiori, регион Куско.

### Перу
- Кумбе-Майо
- Петроглифы Quiaca, регион Пуно.

### Сент-Китс и Невис
Петроглифы Кариб, Wingfield Manor Estate, Сент-Китс.

### Суринам
- Wonotobo Falls на реке Корантейн.

### Тринидад и Тобаго
- Петроглифы Caurita

### Чили
- Петроглифы Острова Пасха
- Rincón las Chilcas в Комбарбале.

## Северная Америка

### Канада
- Кеджимкуджик, Новая Штландия.
- Petroglyph Provincial Park в Нанаймо, Британская Колумбия.
- Petroglyphs Provincial Park в Питерборо (Онтарио),
- Петроглифы озера Агнес, Провинциальный парк Кветико.
- Sproat Lake Provincial Park, Порт-Алберни,Британская Колумбия
- Озеро Стьюарт, Британская Колумбия.
- St. Victor, Saskatchewan, Саскачеван.
- Writing-on-Stone Provincial Park на реке Милк.
- Петроглифы острова Габриола, Британская Колумбия[25].
- East Sooke Regional Park, Британская Колумбия.
- Ancient Echoes Interpretive Centre, Саскачеван.
- Озеро Темагами, Онтарио[26].

### Мексика
- Археологическое место Boca de Potrerillos в штате Нуэво-Леон.
- Археологическое место Chiquihuitillos в штате Нуэво-Леон.
- Cuenca del Río Victoria в посёлке Хичу штата Гуанахуато.
- Археологическое место La Proveedora в Эройка-Каборка, Сонора.
- Пустыня Samalayuca в Сьюдад-Хуарес.
- Археологическое место Las Labradas рядом с Масатланом в штате Синалоа.

### США
- Арчес (национальный парк),
- Бандельер,
- Barnesville Petroglyph в Огайо.

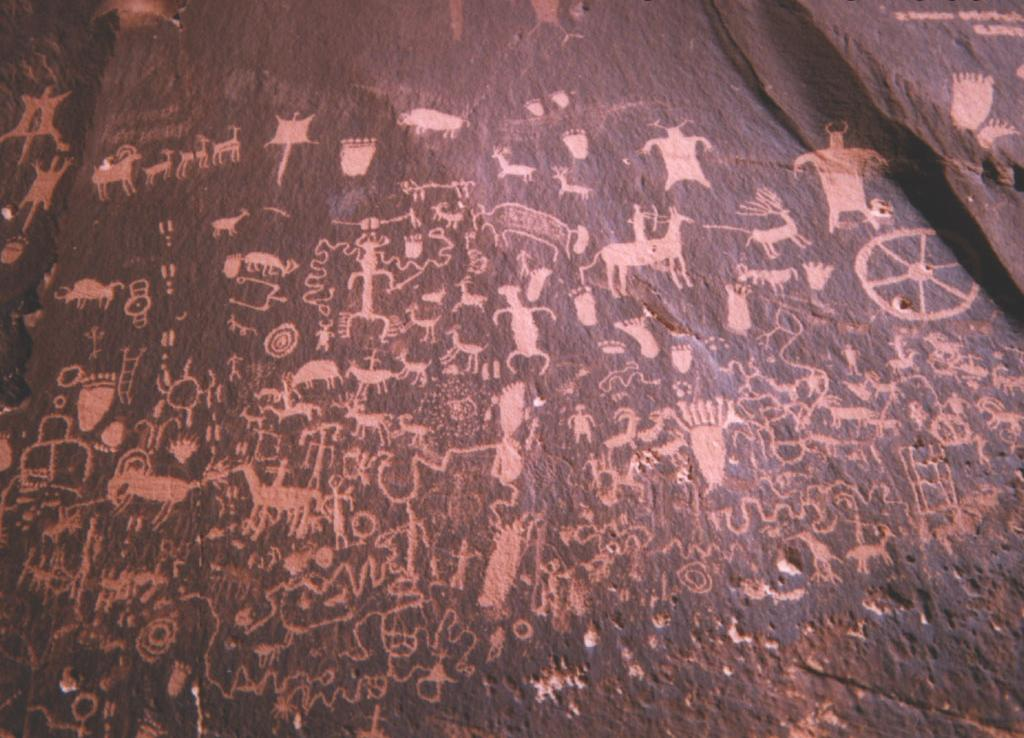
«Газетный камень», штат Юта, США

- Bloomington Petroglyph Park в Юте.
- Капитол-Риф (национальный парк), Юта.
- Caguana Ceremonial Ball Courts Site, Пуэрто-Рико.
- Columbia Hills State Park, Вашингтон[27].
- Corn Springs в пустыне Колорадо.
- Coso Rock Art District на севере пустыни Мохаве, Калифорния[28].
- Долина Смерти (национальный парк), Калифорния.
- Dinosaur National Monument в Колорадо и Юте.
- Дайтон-рок, Массачусетс.
- Dominguez Canyon Wilderness, Колорадо.
- Fremont Indian State Park and Museum, Юта.
- Ginkgo Petrified Forest State Park, Вашингтон[29].
- Грейт-Бейсин (национальный парк), Невада.
- Grimes Point, Невада[30].
- Inscription Rock (Kelleys Island, Ohio)
- Jeffers Petroglyphs, Миннесота.
- Judaculla Rock, Северная Каролина
- Legend Rock, Термополис (Вайоминг).
- Lemonweir Glyphs, Висконсин
- Leo Petroglyph, Огайо[31].
- Мамонтова пещера, Кентукки.
- Меса-Верде (национальный парк), Колорадо.
- Ньюспейпер-Рок, Юта.
- Олимпик (национальный парк), Вашингтон.
- Petit Jean State Park, Арканзас.
- Петрифайд-Форест, Аризона.
- Петроглиф (национальный памятник), Нью-Мексико[32].
- Picture Canyon, Флагстафф (Аризона).
- Пуйе, Нью-Мексико.
- Red Rock Canyon National Conservation Area, Невада.
- Rochester Rock Art Panel, Юта.
- Sanilac Petroglyphs Historic State Park, округ Санилак.
- Седона, Аризона.
- Sloan Canyon National Conservation Area, Невада.
- South Mountain Park, Аризона.
- The Cove Palisades State Park, Орегон.
- Three Rivers Petroglyph Site, Нью-Мексико[33].
- Tibes Indigenous Ceremonial Center, Понсе.
- Valley of Fire State Park, Невада.
- Washington State Park, Вашингтон (округ, Миссури).
- White Mountain , Вайоминг.
- White Tank Mountain Regional Park, Аризона.
- Winnemucca Lake, Невада.
- Writing Rock State Historic Site, Северная Дакота.
- Track Rock, Джорджия.
- Forsyth Petroglyph, Джорджия.